# Carlotta Giovannini
Carlotta Giovannini (Castel San Pietro Terme, 5 de julho de 1990) é uma ginasta italiana que compete em provas de ginástica artística.
Giovannini fez parte da equipe italiana que disputou o Campeonato Europeu e os Jogos Olímpicos de 2008 em Pequim.

## Carreira
Filha do casal Giuditta e G. Luca, Carlotta nasceu dia 5 de julho de 1990 em Castel San Pietro Terme, na Itália. Iniciou-se na ginástica em 1996, aos seis anos, e entrou para a equipe nacional em 2003 na categoria júnior. Três anos mais tarde, ingressou na elite sênior. Carlotta é treinada por Giacomo Zuffa e Eleonora Gatti. Nesse mesmo ano, aos dezesseis, Carlotta disputou seu primeiro Campeonato Europeu, na edição de Vólos, Grã-Bretanha. Nele, a ginasta conquistou duas medalhas – A primeira, de ouro, fora por equipes e a segunda, também de ouro, no salto sobre a mesa. Nesse mesmo ano, ela ainda participou do Campeonato Mundial, na Dinamarca.
Carlotta disputou o Campeonato Mundial de Ginástica Artística, em Aarhus. Ao lado de Vanessa Ferrari, Lorena Cozar, Monica Bergamelli, Federica Macri e Sara Bradaschia, a equipe italiana terminou a competição na nona colocação, não obtendo classificação para a final. Dois anos após a edição do Campeonato Mundial de ginástica Artística de Aarhus, Carlotta participou dos jogos olímpicos de Beijing, realizados na China. Neles, a ginasta classificou-se para a final do salto. Carlotta fora a última a saltar, mas como obteve uma queda no segundo salto, não conseguiu ultrapassar a sexta colocação.